# Paul Schäfer (Politiker, 1949)

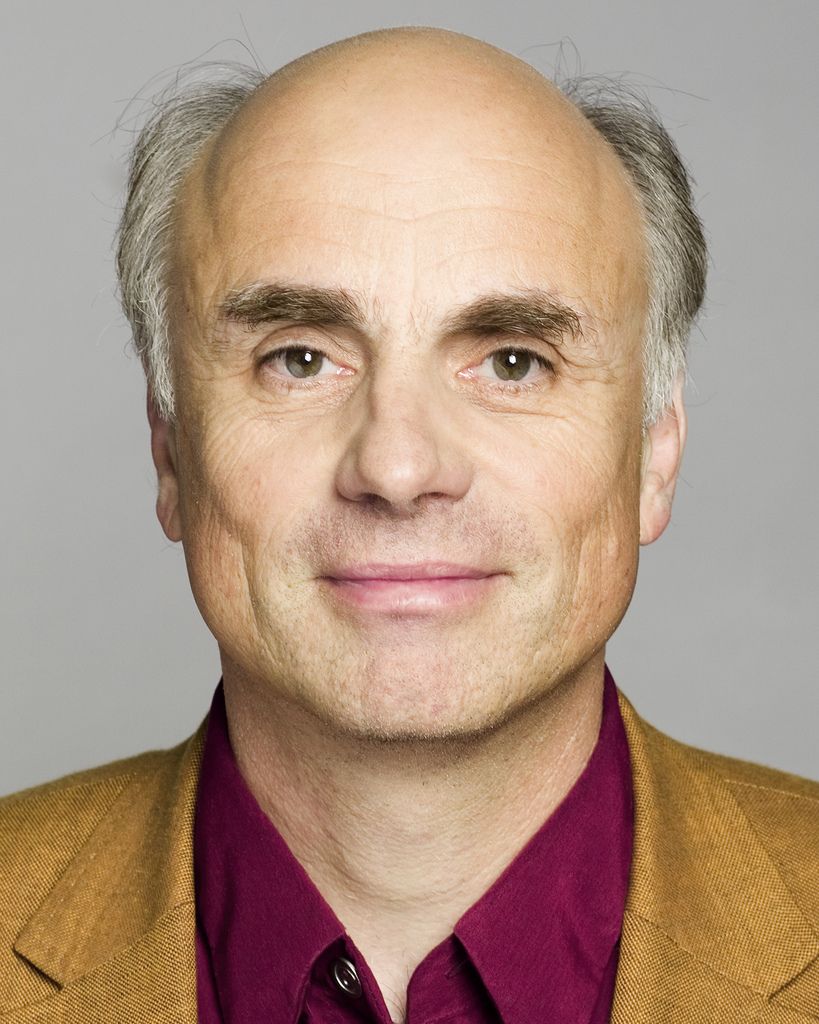
Paul Schäfer (2006)

Paul Georg Schäfer (* 18. Januar 1949 in Mainz) ist ein ehemaliger deutscher Politiker (Die Linke).

## Leben und Beruf
Nach dem Abitur 1967 am Neusprachlichen Gymnasium in Oppenheim absolvierte Schäfer ein Studium der Politologie und der Soziologie in Mainz und Marburg, das er 1978 als Diplom-Soziologe beendete. Während seines Studiums organisierte er sich im MSB Spartakus, dessen stellvertretender Bundesvorsitzender er war (1975). Von 1970 bis 1971 war er Hochschulreferent im AStA der Philipps-Universität Marburg und von 1971 bis 1972 Pressereferent des Verbandes Deutscher Studentenschaften. Von 1979 bis 1983 war Schäfer Berater beim Vorstand des Bundes demokratischer Wissenschaftler und wechselte 1983 als Redakteur zur Zeitschrift Wissenschaft und Frieden.
Von 1991 bis 1994 war Schäfer wissenschaftlicher Mitarbeiter der Bundestagsabgeordneten Katrin Fuchs (SPD) und von 1995 bis 1998 des Abgeordneten Gerhard Zwerenz (PDS). Anschließend war er bis 2002 Referent der PDS-Bundestagsfraktion für Außen- und Sicherheitspolitik. Danach war er bis zu seinem Einzug in den Deutschen Bundestag arbeitslos.

## Partei
Schäfer gehörte von 1970 bis 1988 der DKP und von 1993 bis 1999 der SPD an. Seit 2000 ist er Mitglied der PDS. Von 2003 bis 2007 war er zusammen mit Ulrike Detjen Landesvorsitzender der PDS in Nordrhein-Westfalen, von Mai bis Oktober 2007 war er stellvertretender Landesvorsitzender im Übergangsvorstand. Von 2004 bis 2006 gehörte er außerdem dem Parteivorstand der Linkspartei.PDS an.

## Abgeordneter
Von 2005 bis 2013 war Paul Schäfer Mitglied des Deutschen Bundestages, Obmann der Linksfraktion im Verteidigungsausschuss sowie ihr verteidigungs- und abrüstungspolitischer Sprecher.
Er ist stets über die Landesliste Nordrhein-Westfalen in den Bundestag eingezogen. 2013 trat er zur Bundestagswahl nicht mehr auf der Landesliste an und schied Ende September 2013 aus dem Parlament aus.

## Gesellschaftliche Ämter
Schäfer gehört dem Aufsichtsrat des Zentrums für Internationale Friedenseinsätze, dem Beirat der „NaturwissenschaftlerInnen-Initiative Verantwortung für Frieden und Zukunftsfähigkeit“ und der Kommission „Europäische Sicherheit und Zukunft der Bundeswehr“ des Instituts für Friedensforschung und Sicherheitspolitik an.